# Герб Кувшиновского района
Герб муниципального образования «Кувши́новский район» Тверской области Российской Федерации.
Герб утверждён Постановлением № 207-I Постановление Главы администрации Кувшиновского района Тверской области 28 октября 1996 года.
Герб внесён в Государственный геральдический регистр Российской Федерации под регистрационным номером 872.

## Описание герба
«В зелёном поле лазоревый, тонко окаймлённый серебром волнистый столб, обременённый тремя золотыми цветками кувшинки, обращёнными вверх».

## Обоснование символики
Гласный герб. Фигуры герба указывают на название района, его природные и социально-экономические особенности.
Волнистый синий «каменный» столб говорит о реке Каменке, давшей первоначальное название предтече сегодняшнего города — селу Пречистая Каменка. Кроме того, «волнистость» столба напоминает рулон бумаги, что символизирует основание Каменской бумажно-картонной фабрики — известного современного предприятия района.
Кувшинки указывают на фамилию владельца Каменской бумажной фабрики — купца Кувшинова и подчёркивают чистоту и красоту здешних мест.